# 王正国 (1935年)
王正国（1935年12月12日—2025年1月5日），男，福建漳州人，中国野战外科专家，中国工程院首批院士。是中国冲击伤、创伤弹道学、交通医学研究的主要创始人之一。

## 生平
1956年毕业于沈阳中国医科大学。1970年代开始从事冲击伤研究。1992年，荣获国家科技进步一等奖。1995年，当选中国工程院院士。2025年1月5日上午在上海病逝。

## 学术贡献
主编专著20余部，以第一作者发表论文210余篇，培养博士生50余名。

## 奖项和荣誉
- 全军首届专业技术重大贡献奖
- 何梁何利基金医学科学技术奖
- 美国迪贝克国际军医奖
- 陈嘉庚医学科学奖
- 国际交通医学重大成就奖
- 光华工程科技奖
- 国家科技进步一等奖